# 인천예술고등학교
인천예술고등학교(仁川藝術高等學校)는 대한민국 인천광역시 남동구 간석동에 위치한 공립 고등학교이다.

## 학교 연혁
- 1997년 6월 18일 : 인천예술고등학교 설립(음악과 2학급, 미술과 2학급, 무용과 1학급)
- 1998년 3월 2일 : 초대 김기환 교장 취임
- 1998년 3월 5일 : 제1회 입학식(3개과 187명 - 음악과 81명, 미술과 80명, 무용과 26명)
- 2001년 2월 16일 : 제1회 졸업식(3개과 180명 - 음악과 81명, 미술과 78명, 무용과 21명)
- 2022년 9월 1일 : 제10대 김경훈 교장 취임
- 2023년 3월 2일 : 제26회 입학식 (3개과 164명 – 음악과 68명, 미술과 71명, 무용과 25명)
- 2024년 2월 6일 : 제24회 졸업식 (3개과 139명 – 음악과 52명, 미술과 69명, 무용과 18명)

## 설치 학과
- 무용과
- 음악과
- 미술과

## 참고 자료
- 인천예술고등학교 - 한국교육학술정보원 학교알리미